# 宮田文子
宮田文子（みやた ふみこ、1888年7月21日 - 1966年6月25日）は日本の新聞記者、随筆家、ファッションデザイナー、俳優、実業家。旧姓名は、中平文子（なかひら ふみこ）、武林文子（たけばやし ふみこ）。新聞記者時代の筆名は「なでし子」。
「化け込み」の新聞記者として注目を集めた後、モンテカルロで愛人に顔を銃撃され国内外でスキャンダラスに取り上げられるなど、異色のエピソードの持ち主として知られる。複数の結婚歴と離婚歴があり、三番目の夫は小説家の武林無想庵、四番目の夫は貿易商の宮田耕三。

## 生涯

### 生い立ち
愛媛県松山市唐人町（現三番町）にて、伊予松山の鉄道局に勤務する中平盛太郎（寿太郎の説もあり）の一女として生まれる。父は東京の隅田川駅長を定年まで勤め上げた実直な人物であった。母は文子8歳の時に死去したが、母の妹が後妻に入り、文子は可愛がられて育つ。15歳の時に京都に移る。京都府立第一高等女学校（現在の京都府立鴨沂高等学校）卒業後、名古屋の医学生と駆け落ちを企むが駅で捕まって断念。その直後に父親の転勤に伴い上京。新聞記者の募集に応募し面接まで行ったが、周囲の反対により断念する。慶應大学出身のサラリーマンと見合い結婚して3児をもうけるが、結婚5年目の1912年の年末に離婚。

### 新聞記者「中平文子」
離婚後に実家へと戻った文子は、女優を志して坪内逍遥の文芸協会に所属するも数ヶ月で脱退する。翌年、中央新聞の「婦人記者募集」の広告を見て応募し採用される。1913年春より、新聞記者「なでしこ」として紙面に登場。初仕事は帝劇女優の白井寿美代の訪問記だった。
1914年、重役の吉植庄一郎と深い仲となり社内外で反感を買うが、そこで一念発起し1915年2月より「化け込み」と言われる潜入ルポの連載を始める。やとなとして料亭や旅館に潜入するもので、連載タイトルは「化込行脚 ヤトナの秘密と正体」であった。この連載が大きな反響を呼び、番外編を含めると52回、2ヶ月間ほぼ毎日掲載される。同年7月から9月までは第二弾「化込行脚 お目見得廻り」全53回を連載。しかし吉植の愛人が理事に進言したことにより、年末に退社を余儀なくされる。
1916年5月、退社の経緯を『弱気が故に誤られた私の新聞記者生活』として中央公論に寄稿する。しかし世間の反応は吉植より文子に対して厳しく、翌々月には高島米峰が同誌において『中平文子君に引導を渡す』として激しく批判したことからさらに騒ぎは大きくなり、文子は新聞や雑誌からバッシングを浴びることとなった。
退社からの一連の騒動の間に、文子は尼になるつもりで嵯峨の天龍寺に向かう。そこで禅の修行中だった政友会の代議士・林加茂平と出会い、2度目の結婚を果たす。生活能力の無い林との暮らしの中で文子は前述の寄稿や『御目見得廻り』『やとな物語』『女のくせに』を出版。書籍は評判となったが、異常なほどの虐待癖と嫉妬癖のある林との結婚生活もうまくいかず、文子は林から逃れるために上海へ行き上海日報の記者となったり、化粧品や人形を売る仕事もしながら天津、大連、京城など点々とする。執念深い林から数年かけた逃亡の末、警察が間に入り離婚が叶い帰国 。

### パリの妖婦「武林文子」
帰国後、内藤千代子の引き合わせにより鵠沼海岸の旅館東屋 で武林無想庵と出会う。不動産を売って大金を得たという無想庵はもともと辻潤とパリへいく予定だったが、文子と行くことにしてもいいと文子に告げる。文子はパリで勉強したあと女優になるつもりで結婚を決め、1920年に二人は帝国ホテルにて挙式する。文子32歳で3度目の結婚となった。仲人は島崎藤村夫妻、招待席に並んだのは谷崎潤一郎、佐藤春夫、改造社社長の山本実彦など、錚々たる顔ぶれであった。
しかしその直後、予定外の妊娠が発覚。パリでの予定が狂うことを恐れて出産に後ろ向きな文子だったが、パリで長女イヴォンヌ（日本名は五百子）を出産するとイヴォンヌを溺愛し、娘に着せるために子供服や帽子作りを習得する。1年後に帰国し、洋裁の技術を買われて資生堂の子供服部門の主任に抜擢される。月給300円という破格の待遇だったが、1年半後に退社し帽子制作に没頭、日本各地で展示をする。
1923年9月1日、関東大震災発生。震災当日について文子は「私は行き先きの横浜の山下町で、高島屋の店から往来へとび出して地に身を伏せると、あの地球が砕けるような天地の大音響のなかで、揺れる大地にしがみついたきり生き埋になつてしまつた」「あの弁天橋から私を乗せてきて高島屋の前で待つていた俥夫が、幸わせにも助かつていて私のその叫びを聞きつけると、やがて人を呼び集めて私を掘り出してくれた」と綴っている。洋裁学校を開いていた自宅も消失し、一家は年内に再びパリへ渡る。
1924年、ロンドンの日本料理店「湖月」支配人・川村泉の協力を得た文子は「湖月」パリ支店を開店させる。しかしすぐに資金繰りがうまくいかなくなり、数ヶ月後に閉店。そこで日本舞踊を習い、上流階級の宴席や劇場などで披露し大金を稼ぐ。しかし1926年1月7日、川村泉と口論になった文子は顔を銃で撃たれる。弾丸は口内で止まり、文子は一命を取り留めるが、「モンテカルロ・スキャンダル」として国内外で大きく取り上げられ、この頃から『妖婦』と呼ばれることとなる。1929年には朝日新聞ベルリン特派員だった黒田礼二と交際している。
無想庵の資金も尽き、文子は日本での資金調達をもくろみ1932年に単身帰国する。ゼネラルモーターズに話をもちかけ、新車の黄金のシボレーで大阪から東京を移動し、旅費を節約を兼ねて車と自分の宣伝を行う。また、村田実監督の映画『一九三二年の母』の原作と主演女優を務める。こうして資金を調達し、パリに戻る。

### 実業家・作家「宮田文子」
1934年、依然として経済的な困窮が続く中、エチオピアの皇太子の結婚話を聞きつけた文子は、新聞の特派員として取材に行き報酬を得る作戦を考える。そこでエチオピア行きの船が出るアントワープへ行き、貿易商の宮田耕三を訪ねたところ、二人は恋に落ちる。そこで文子は無想庵と離婚。1936年に耕三と帰国し、東京で結婚届を提出する。文子46歳、耕三40歳だった。
第二次世界大戦中はブリュッセルやベルリンなどで疎開生活を送る。1945年6月、ベルリンからシベリア鉄道でハルビンへ送還され逗留する。翌年10月に在ハルビンの日本人とともに40日かけて博多から帰国すると、文子は大阪で中古バスを2台購入。1台を住居、1台を店舗に改造し、江戸堀南通に喫茶・ビアホール・レストラン「ミスタンゲット」を開業する。
以後は日本と海外を行き来しながら洋裁やレストラン経営に精力的に取り組む。またエジプトやコンゴ、フンザに魅了され、旅行と執筆の多忙な日々を70代まで続ける。
1965年12月25日、イヴォンヌがパリ（ブリュッセルの説もあり）のアパートで急死する。44歳だった。
娘の死からちょうど半年後の1966年6月25日、著書『わたしの白書』の出版記念会を目前に控えていた文子は、東京での住まいにしていた帝国ホテルにて脳出血に倒れ、77歳で没した。後に耕三によって文子とイヴォンヌ合同の墓碑が芦屋に建てられた。

## モンテカルロ・スキャンダル
川村泉は事件の1時間後にモンテカルロ警察に自首し、裁判では実刑5ヶ月と18日の温情判決となった。川村はこの年のうちに日本に帰国し、翌年にサンデー毎日誌上にて『武林文子を撃つまで』として手記を発表した。一方の文子はこの事件の顛末を1952年刊の著書『この女を見よ』に綴っている。

## 子孫
- 最初の結婚では3人の子供（浩・彌栄子・百合子）をもうけている。そのうち長男の近藤浩は、1931年に文子と再会している。文子が一時帰国する途中に訪れたハルピンのホテルに浩が赴いたが、文子の態度は冷たかったという。浩はその顛末を『婦人公論』（1932年2月号）に『子は哭いている—なつかしき母武林文子に—』というタイトルで寄稿した[7]。
- 無想庵との一人娘イヴォンヌは辻まこととの間に3児をもうけている。1940年生まれの長女は竹久夢二の次男の養女となり、竹久野生（Nobu Takehisa）の名で画家としてコロンビアにて活動している。次女は生後まもなく急逝した。三女で1944年生まれの武林維生（いぶ）は宝塚歌劇団に在籍した[11]。

## 著作
なでし子名義
- 『やとな物語』明治出版協会、1915年
- 『御目見得廻り』須原啓興社、1916年

中平文子名義
- 『女のくせに』やなぎや書房、1916年

武林文子名義
- 『ゲシュタポ : 世紀の野獣と闘った猶太人秘話』酣燈社、1950年
- 『この女を見よ』コスモポリタン社、1952年

宮田文子名義
- 『スカラベ ツタンカアモンの宝庫』中央公論社、1960年
- 『七十三歳の青春』中央公論社、1962年
- 『刺青と割礼と食人種の国 黒い秘境コンゴ』講談社、1966年
- 『わたしの白書 幸福な妖婦の告白』講談社、1966年